# Hiéroglyphe égyptien F19
La mandibule de bovin, en hiéroglyphes égyptiens, est classifiée dans la section F « Parties de mammifères » de la liste de Gardiner ; cet hiéroglyphe y est noté F19.

## Représentation
Il représente une mandibule de bovin (Bos taurus).  

## Utilisation
| a&r&t | F19 |

| a&r&t | F19 |

| W · g | i | i | t · F19 |

| W · g | i | i | t · F19 |

| W · g | i | i | t · F19 |

| W · g | i | i | t · F19 |